# Masbah Ahmmed
Masbah Ahmmed (11. ožujka 1995. - ) je bangladeški atletičar i trkač na 100 i 200 metara. Za Bangladeš je nastupio na Svjetskom prvenstvu u atletici 2013. godine u Moskvi i na Svjetskom prvenstvu u atletici 2015. godine u Pekingu, gdje je u kvalifikacijama zauzeo visoko sedmo mjesto otrčavši svoj najbolji rezultat sezone (11,13 s).

## Karijera

### Svjetsko prvenstvo u atletici 2015.
| Atletičar     | Disciplina | Kvalifikacije | Kvalifikacije | Vrijeme | Vrijeme | Poluzavršnica | Poluzavršnica | Završnica | Završnica |
| Atletičar     | Disciplina | Vrijeme       | Plsaman       | Vrijeme | Plasman | Vrijeme       | Plasman       | Vrijeme   | Plasman   |
| ------------- | ---------- | ------------- | ------------- | ------- | ------- | ------------- | ------------- | --------- | --------- |
| Masbah Ahmmed | 100 metara | 11,13 SB      | 7.            | DNA     | DNA     | DNA           | DNA           | DNA       | DNA       |

- DNA - nije nastupio
- SB - najbolji rezultat sezone (eng. Season best)